# جودي ويلز كلاين
جودي ويلز كلاين (بالإنجليزية: Judy Wills Cline)‏ هي ترامبولينية ‏ أمريكية، ولدت في 1948.